# 赫氏新銀魚
赫氏新銀魚（學名：Neosalanx hubbsi），為輻鰭魚綱胡瓜魚目銀魚科的其中一種，為亞熱帶淡水魚，分布於亞洲中國東北及朝鮮半島淡水流域，棲息在底層水域，生活習性不明。

## 扩展阅读
維基物種上的相關：赫氏新銀魚